# Crisia hamifera
Crisia hamifera is een mosdiertjessoort uit de familie van de Crisiidae. De wetenschappelijke naam van de soort is voor het eerst geldig gepubliceerd in 1912 door Levinsen.